# 経営所得安定対策制度
経営所得安定対策制度（けいえいしょとくあんていたいさくせいど）とは、2013年以降の日本において、経営拡大や効率化の目標を有する「認定農業者」（(「担い手農家」)に対象限定することで、食料自給率の維持向上を目的とした国内農業支援制度である。

## 概要

### 民主党の農業者戸別所得補償制度の各種弊害
民主党は2003年までの政策では、「専業農家のみを対象とする農業者戸別所得補償制度」を主張していた。しかし、2004年以降は兼業農家や既に採算の取れている農家の票を取り込むため、農地の集約化方針に反する「全ての農家に10aあたり15,000円を支給する」というバラマキ型で成長阻害効果のある農業者戸別所得補償制度に方針転換した。そして、政権交代後の2010年に各種弊害の指摘される内容のまま実現させた。具体的には、2010年度にまず米生産者に先行適応され、減反に参加するコメ農家に対し、規模にかかわらず、作付面積10アール当たり1万5千円を一律に支給される。さらに、2010年産のコメ価格が農林水産省の設定価格を下回った場合は、赤字分が追加で支給される。つまり、どれだけ市場価格が下がっても、収入保障される仕組みであるために、制度参加者が多ければ減反が過度に進み、コメの供給量が減って価格が高止まりする可能性がある。市場原理を歪めるだけでなく、都市部の納税者にとっては米価上昇の負担だけがのしかかる制度とも言える。また、小規模農家など「すべての農家」を対象にしていることで、本来であれば競争力のある農家に農地が集約され、効率的な経営が進むはずの流れを妨げる制度と指摘されている。2011年度には麦や大豆などの畑作物生産者も対象に広げられた。

### 認定農業者限定支援制度への改正
民主党連立政権で制定された農業者戸別所得補償制度では、バラマキや農地集約化阻害効果の問題があった。そのため、自民党への政権交代後の2013年（平成25年）に支給対象を経営拡大や効率化の目標を有する「認定農業者」(認定農業者、認定新規就農者、集落営農)に限定した「経営所得安定対策制度」へと改正された。
（1）畑作物の直接支払交付金（ゲタ対策）-　麦・大豆など生産条件の不利な作物を対象とし、例えば小麦では10aあたり約24,000円の補助金が支給される。コメ価格が低迷していた2022年頃には、「コメより小麦の方が儲かる」という見方が広がっていた。
（2）収入減少影響緩和交付金（ナラシ対策）-
　米・麦・大豆などで、収入が基準額を下回った場合にその差額の9割を補填。他にも水田活用の直接支払交付金、畑作物産地形成促進事業、コメ新市場開拓等促進事業 なども含まれる。
マルキン（畜産経営安定対策）- 肉用牛・豚の生産者に対し、標準的販売価格が標準的生産費を下回った場合に差額の9割を補填（うち4分の1は生産者負担）。
収入保険制度
-自然災害や価格変動による収入減を広くカバー可能な保険制度が制定された。ただし、ナラシ対策など類似制度とは併用できない。
経営所得安定対策制度では、国・自治体が策定した「生産数量目標」に基づき農業を行う販売農業者に、全国平均の費用と販売価格の差額を基本とした交付金が支払われる。品質や加工・販売への取組、経営規模、生物多様性、主食用米からの転作の有無なども補助金の算定要素とされる。経営所得安定対策制度に参加対象となる認定稲作農家には、経過措置として米価水準にかかわらず、米の直接支払交付金として全国一律の定額補償が10アール当たり15,000円が支払われた。、平成26年度からは10アール当たり7,500円に削減され、経過措置は平成29年度まで続くこととなっており、平成30年度をもって廃止された。